# James Paget
Sir James Paget, född 11 januari 1814 i Great Yarmouth, död 30 december 1899, var en engelsk kirurg. Han var bror till medicinprofessorn i Cambridge George Edward Paget och far till biskoparna Francis och Luke Paget samt till kirurgen  Stephen Paget.
Paget var consulting surgeon vid St Bartholomew's Hospital i London och ägnade sig främst åt patologisk histologi. Han är mest känd för Pagets sjukdom.  Bland hans skrifter märks Lectures on Surgical Pathology (tredje upplagan 1870) och Lectures on Tumours (1851). Han invaldes som Fellow of the Royal Society 1851 och som utländsk ledamot av svenska Vetenskapsakademien 1870.